# Moulin du Géron
De Moulin du Géron is een watermolen in de Henegouwse plaats Vloesberg, gelegen aan de Rue du Géron.
Deze bovenslagmolen op de Ruisseau de Géron fungeerde als korenmolen.
Al in 1177 was er sprake van een watermolen op deze plaats die toebehoorde aan de Abdij van Ename. De molen lag in de nabijheid van de heerbaan van Bavay naar Gent, die bekend staat als Chaussée Brunehaut.
Door een omleidingskanaal van een beekje te graven ontstond voldoende verval om de molen te laten werken. Het molenhuis is een eenvoudig bakstenen gebouwtje dat loodrecht op de stroom staat. Dit dateert uit de 18e en 19e eeuw.
Het rad en de maalinrichting werden verwijderd en het molenhuis werd als stal in gebruik genomen.